# Bolnica dr. Petra Držaja
Bolnica dr. Petra Držaja je bolnišnica v Zgornji Šiški (Ljubljana), ki nosi ime po partizanskem zdravniku Petru Držaju.

## Zgodovina
Bolnišnica se nahaja v prenovljenem Lukmanovem gradu plemiške družine Lukman. Ti so grad prodali Krekovi meščansko-gospodinjski šoli, ki pa je zašla v težave, tako da so grad leta 1928 prodali ljudski in kmetijski posojilnici, ki sta si grad razdelili. Grad in tamkajšnjo šolo so prevzele mariborske šolske sestre, ki so ustanovili dekliško kuharsko-gospodinjsko šolo. 
Leta 1963 so ustanovili Bolnico dr. Petra Držaja s preoblikovanjem in preimenovanjem dotedanjega Zdravstveni dom Državnega sekretariata za notranje zadeve Ljudske republike Slovenije; slednji je bil zaprtega tipa, namenjen zdravljenju partizanskih borcev in delavcev notranjega sekretariata (Ljudske milice). Danes bolnica deluje v sklopu Kliničnega centra Ljubljana. v bolnišnici delujeta dve kliniki in sicer Kirurška klinika s Kliničnim oddelkom za abdominalno kirurgijo in Interna klinika s kliničnim oddelkom za revmatologijo, kliničnim oddelkom za hipertenzijo in specialističnimi ambulantami teh dveh oddelkov, deluje tudi Center za vojne veterane. 
V avli bolnišnice stoji kip Petra Držaja, ki ga je sklesal Anton Segulin. Od leta 1996 se v bolnici nahaja Kapela Marije, zdravje bolnikov, ki je delo arhitektinje Maje Gostl-Homšak in akademskega slikarja Lojzeta Čemažarja.